# Helena Fliśnik
Helena Fliśnik z domu Kerner (ur. 22 stycznia 1952 w Zabrzu, zm. 1 stycznia 1999 tamże) – polska lekkoatletka, olimpijka.

## Kariera
Specjalizowała się w biegach sprinterskich i w skoku w dal. Największy sukces odniosła podczas mistrzostw Europy juniorów w 1970 w Paryżu, gdzie zdobyła złote medale w biegu na 100 metrów i w sztafecie 4 × 100 metrów, a także zajęła 7. miejsce w skoku w dal.
Startowała w mistrzostwach Europy w 1971 w Helsinkach, odpadając w półfinale biegu na 100 metrów i zajmując wraz z koleżankami 4. miejsce w finale biegu sztafetowego 4 × 100 metrów. Wystąpiła także w sztafecie 4 × 100 metrów na igrzyskach olimpijskich w 1972 w Monachium (8. miejsce w finale). Dwukrotnie brała udział w halowych mistrzostwach Europy (w Katowicach w 1975 i Monachium w 1976), Oba razy odpadając w półfinale biegu na 60 metrów. W 1977 zdobyła brązowy medal letniej uniwersjady w sztafecie 4 × 100 metrów.
Trzykrotnie była mistrzynią Polski: w biegu na 100 metrów na 100 metrów (w 1970 i 1971) i w skoku w dal (w 1970)]. Ustanowiła rekord Polski w sztafecie 4 × 100 metrów (44,19 s), a także istniejący do tej pory (sierpień 2020) w sztafecie 4 × 200 metrów (1:35,5 w Bourges 31 maja 1975). Wystąpiła w 16 meczach reprezentacji Polski (3 zwycięstwa indywidualne).
Rekordy życiowe:
- bieg na 100 metrów – 11,3 s
- bieg na 200 metrów – 24,4 s
- skok w dal – 6,37 m

Była zawodniczką Górnika Zabrze. Po zakończeniu kariery (w 1979) pracowała jako nauczycielka.

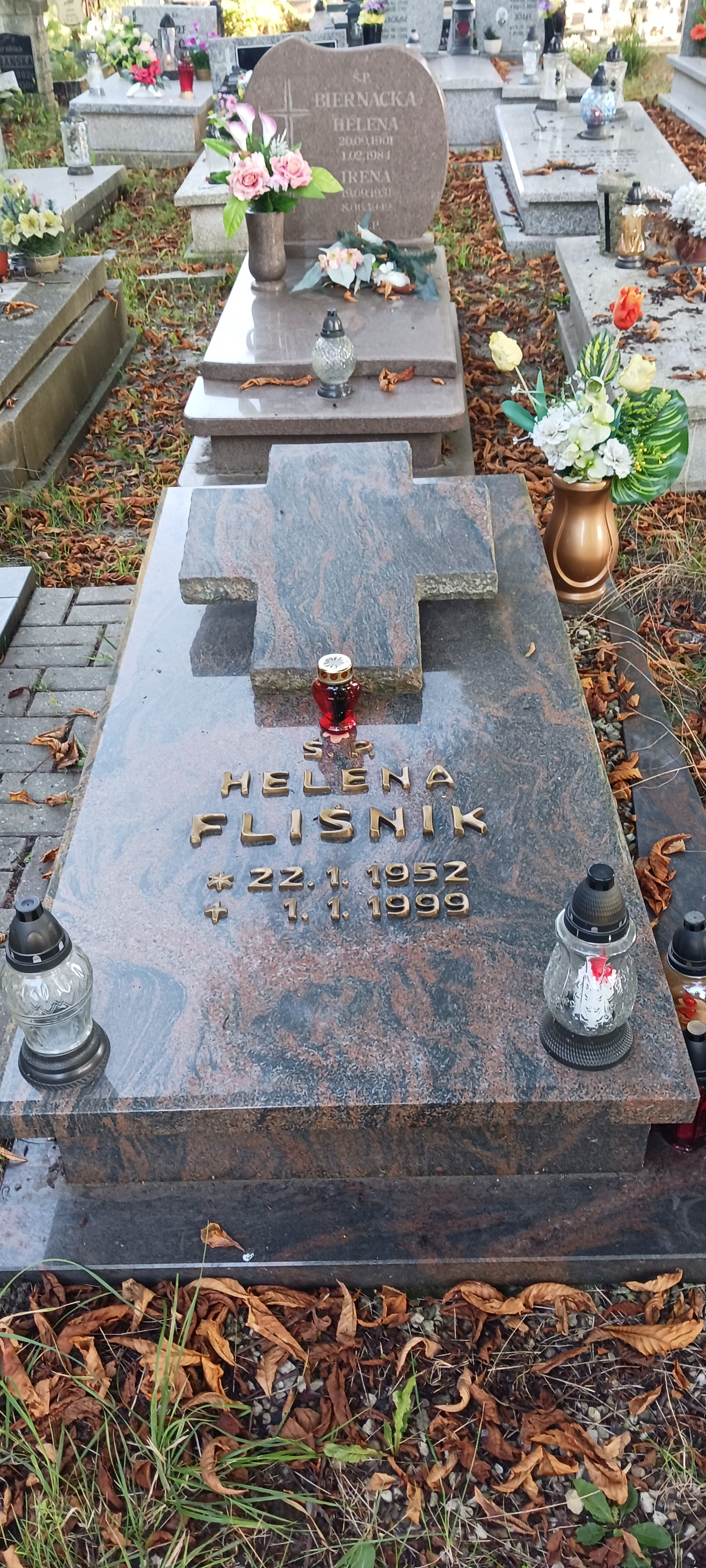
Grób Heleny Fliśnik na cmentarzu św. Anny w Zabrzu przy ul. Czołgistów.

Pochowana na cm. św. Anny w Zabrzu przy ul. Czołgistów: sektor X, rząd 1, miejsce 19.